# Aktionsanalytische Organisation
 (février 2023).
Si vous disposez d'ouvrages ou d'articles de référence ou si vous connaissez des sites web de qualité traitant du thème abordé ici, merci de compléter l'article en donnant les références utiles à sa vérifiabilité et en les liant à la section « Notes et références ».
L'Aktionsanalytische Organisation (AAO), communément appelée la Commune Friedrichshof, était une communauté libertaire autrichienne d'extrême gauche établie à Friedrichshof (de), en périphérie de Vienne.

## Histoire

### Création et principes
L'Aktionsanalytische Organisation (Organisation d'action analytique) est fondée en 1972 par l'artiste Otto Muehl. L'AAO se donne pour but de regrouper des hommes et des femmes désireux de mettre en pratique ses dix principes fondamentaux :
1. vie en commun
2. sexualité commune
3. propriété en commun
4. travail et production en commun
5. croissance des enfants en commun
6. démocratie directe
7. nourriture commune biologique et complète
8. identité écologique et énergétique alternative
9. Selbstdarstellung (représentation de soi-même) en commun
10. société libre d'agressions[1].

AAO est devenue une secte autoritaire, décrite comme une « secte psycho » par les auteurs Nordhausen et Billerbeck. AAO était consacrée à une rupture des habitudes et croyances sociales établies, en partie inspirées par les idées de Wilhelm Reich. Elle s'inscrit dans un mouvement de rejet du nazisme, abolissant au passage la propriété et la famille "nucléaire". Âgé d'une vingtaine d'années de plus que les autres membres, Otto Muehl, artiste actionniste  des années 1960[réf. nécessaire], s'impose comme le fondateur et le gourou de la secte. Il ouvre ainsi la voie aux dérives sectaires les plus extrêmes. 

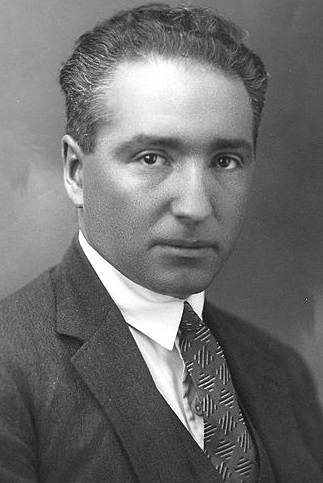
Wilhelm Reich.

### Développement
L'organisation essaime dans d'autres pays d'Europe, notamment en Allemagne et en France, mais elle s'attire rapidement le courroux de plusieurs associations anti-sectes.
En effet, les témoignages de certains membres ayant quitté l'organisation, dont une Française, révèlent le fonctionnement d'un « communisme intégral réalisé à une échelle microscopique ». Tous les « communards », hommes et femmes, ont le crâne rasé et portent, comme tenue obligatoire, des salopettes. Il n'existe aucune chambre individuelle, mais seulement des dortoirs. Même les toilettes sont dépourvues de porte, car tous les actes de l'existence doivent obéir à une transparence absolue. Pour empêcher de « faire resurgir l'instinct de propriété », il est interdit d'avoir une relation suivie. Chaque soir, à tour de rôle, un « communard » se livre devant les autres, sur un tapis, à une « représentation de soi-même », un psychodrame passant par un déshabillage tant physique que psychique : au fur et à mesure qu'il ôte ses vêtements, le « communard » raconte, crie, pleure, gémit, sautille, jusqu'à ce que l'assemblée l'applaudisse,,.

### Dissolution, épilogue
La communauté s'autodissout en 1978 mais poursuit son existence sous une dénomination anodine : Verein für Lebens- und Gesellschaftgestaltung (Association pour le façonnement de la vie et de la société). Celle-ci se dissout en 1990. Entretemps, Muehl aura défrayé la chronique judiciaire pour des faits de pédophilie aggravés. Il se remet à la peinture au cours de ses 7 ans de détention, singeant Warhol ou Keith Haring alors en vogue, dans une inflation qui, aujourd'hui encore, encombre les salles de ventes pour de piètres résultats. Du petit Frederischshof portugais où il échoue, il radote toujours abondamment sur sa chère Gestalt, s'autodédouanant à la manière de Lénine « nous avons fait des erreurs mais... », et ajoutant Staline et Mao, dont il ne sait rien, à Hitler, puisque nous sommes après la chute du mur[non pertinent].
En juin 2025, la revue Bulles, publiée par l'Union nationale des associations de défense des familles et de l'individu, consacre un dossier complet aux accusations d'emprise sectaire dont a fait l'objet l'AAO et son fondateur Otto Muehl.

## Littérature
- Andreas Schlothauer, Die Diktatur der `freien Sexualität´[8]  Livre avec une description détaillée, écrit par l'ancien membre Andreas Schlothauer, qui a joué un rôle de premier plan lors de la dissolution de l'organisation.